# 圣瓦利耶 (夏朗德省)
圣瓦利耶（法語：Saint-Vallier，法語發音：[sɛ̃ valje] ⓘ）是法国夏朗德省的一个市镇，属于干邑区。

## 地理
圣瓦利耶（45°17'39"N, 0°3'41"W）面积18.21 平方千米，位于法国新阿基坦大区夏朗德省，该省份为法国西部内陆省份，北起德塞夫勒省和维埃纳省，东临上维埃纳省，东南至多尔多涅省，南至多爾多涅省，西接滨海夏朗德省。
与圣瓦利耶接壤的市镇（或旧市镇、城区）包括：巴尔德纳克、布罗萨克、吉藏雅尔、索维尼亚克、伊维耶、博雷斯和马尔特龙。

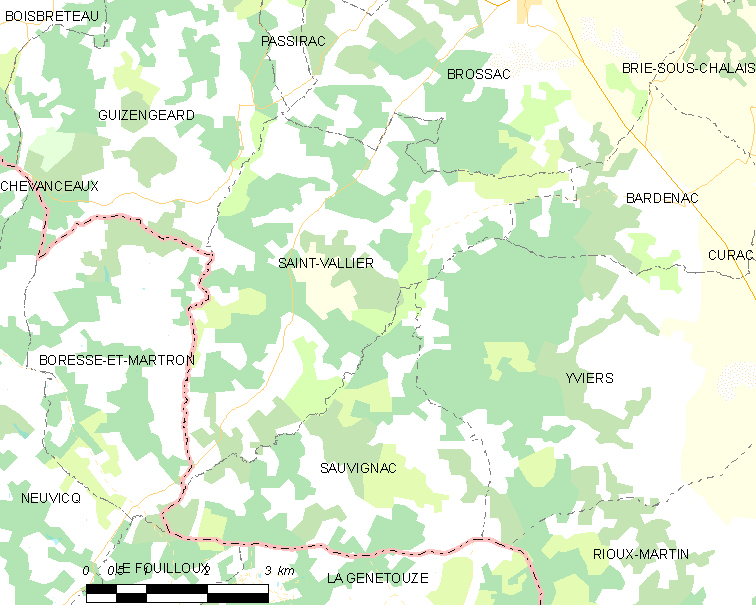
的OSM定位图

圣瓦利耶的时区为UTC+01:00、UTC+02:00（夏令时）。

## 行政
圣瓦利耶的邮政编码为16480，INSEE市镇编码为16357。

## 政治
圣瓦利耶所属的省级选区为夏朗德南县。

## 人口

1962-2008年间人口变化图示

圣瓦利耶于2022年1月1日时的人口数量为138人。